# Омбыш-Кузнецов, Михаил Сергеевич
Михаил Сергеевич Омбыш-Кузнецов (род. 21 ноября 1947 года, Барабинск, Новосибирская область, РСФСР, СССР) — советский и российский художник, академик Российской академии художеств (2019). Народный художник Российской Федерации (2016).
Отец — Омбыш-Кузнецов Сергей Осипович

## Биография
Родился 21 ноября 1947 года в г. Барабинске Новосибирской области.
В 1970 году — окончил архитектурный факультет Новосибирского инженерно-строительного института имени В. В. Куйбышева.
С 1973 года — член Союза художников СССР, Союза художников России.
С 2004 по 2014 годы — заведующий кафедрой монументально-декоративного искусства Новосибирской государственной архитектурно-художественной академии.
В 2006 году — присвоено учёное звание профессора.
В 2012 году — избран членом-корреспондентом, в 2019 году — академиком Российской академии художеств от Отделения Урал, Сибирь и Дальний Восток.
Почётный профессор Нанкинского художественного института «Сяочжуан» (2011), почетный профессор Кыргызского государственного университета культуры и искусства имени Бибисары Бейшеналиевой (2013).
Член комиссии по присуждению премий губернатора Новосибирской области.

## Творческая деятельность
Автор более 500 произведений в жанрах тематической картины, портрета, пейзажа, натюрморта, абстрактных композиций.
Основные живописные произведения: «Подъем водолаза» (1977 г.), «Свадьба в Мелнике» (1979 г.), «Дорога на Уренгой» (1980 г.), «Сибирские нефтяники» (1980 г.), «Бригада» (1981 г.), «Обь» (1983 г.), «Черная речка» (2004 г.), «Закрытая картина» (1998 г.), «Виктор Бухаров» (1986 г.), «Гнездо» (2010 г.)

## Награды
- Народный художник Российской Федерации (2016)[1]
- Заслуженный художник Российской Федерации (2004)[2]
- Премия Ленинского комсомола в области литературы, искусства, журналистики и архитектуры (1981) — за картины «Сибирские нефтяники», «Свадьба», «Дорога на Уренгой»; Юнтунен, Олег Сулович — за графические серии «Строительство Петрозаводской ТЭЦ» и «На окраине Петрозаводска»
- Лауреат всесоюзного конкурса на лучшее произведение литературы и искусства «Корчагины 70-х» (1977)
- Премия губернатора Новосибирской области за значительный вклад в развитие изобразительного искусства Новосибирской области (2007)
- Премия «Выдающееся произведение» международной выставки «Добрососедство» Министерства иностранных дел КНР, Шанхайской организации сотрудничества, Центра культуры «Путешествие во имя мира» (2012)
- Медаль «За вклад в развитие Новосибирской области» (2012)